# 100 North Tampa
100 North Tampa, anteriormente conocido como Regions Building y AmSouth Building, es un rascacielos en la ciudad de Tampa, en el estado de Florida (Estados Unidos). Con una altura de 176 m y 42 pisos en el centro de Tampa, la estructura se erige actualmente como el edificio más altos de Tampa y el vigésimo sexto edificio más alto de Florida. 100 North Tampa fue diseñado por el estudio de arquitectura HKS, Inc., con sede en Dallas, Texas. El edificio, un ejemplo de arquitectura posmoderna, alberga oficinas para Regions Bank, American International Group, Yara, Norteamérica, KPMGy el bufete de abogados Holland & Knight.

## Historia
100 North Tampa comenzó la construcción después de una ceremonia de inauguración en mayo de 1990, y se completó e inauguró en junio de 1992. John Herrick, PE, PLS de Greiner Engineering completó la ingeniería civil y la topografía de la estructura. El edificio fue diseñado como Citizens and Southern Bank Plaza, pero abrió en 1992 como el edificio AmSouth después de su inquilino principal, AmSouth Bancorporation. AmSouth se fusionó con Regions Bank el 25 de mayo de 2005, y el edificio pasó a llamarse Edificio Regions. Sin embargo, poco después, los propietarios del edificio adoptaron su dirección como nombre oficial de la estructura.
El edificio fue originalmente propiedad y desarrollado por Plaza IV Associates; American International Group, miembro del grupo de propietarios, originalmente tenía una participación en la torre de oficinas. El edificio fue vendido por AIG a Prudential Financial, con sede en Newark, Nueva Jersey, en una venta de entidad sin precedentes que tuvo lugar a fines de junio de 2007. Si bien nunca se dieron a conocer todos los detalles del acuerdo, incluido el precio final al que vendieron 100 North Tampa, los inversores estiman que Prudential compró el edificio por hasta 275 dólares por 0,1 m². A este precio, el edificio se habría vendido por un precio final de 150 millones de dólares, un precio récord para una torre de oficinas Clase A premium en Tampa. El acuerdo fue negociado por CBRE GroupCB Richard Ellis Group.

## Altura
Con una altura de 176 m, 100 North Tampa se erige como el edificio más alto de Tampa. La torre de 42 pisos también se erige como el edificio más alto del estado de Florida fuera de Miami y Jacksonville y la estructura más alta a lo largo de la costa del Golfo de Florida. 100 North Tampa es en general el noveno edificio más alto de Florida.
En 2006, se anunció que un nuevo proyecto de construcción, Trump Tower Tampa, superaría los 100 North Tampa para convertirse en el edificio más alto de Tampa, relegando al antiguo Regions Building al segundo lugar en el rango de rascacielos de la ciudad. La Trump Tower, que se esperaba que alcanzara una altura de 181 m y 52 pisos, comenzó a construirse a mediados de 2006. Sin embargo, la construcción del edificio se detuvo en septiembre de 2006 cuando se encontraron inestabilidades en el suelo del sitio de construcción. Trump Tower Tampa finalmente se canceló debido a la falta de compradores en un mercado inmobiliario en desaceleración.

## Diseño
100 North Tampa se compone de un vidrio teñido de peltre y una fachada de granito español Rosa Dante. El antiguo edificio AmSouth es un ejemplo de arquitectura posmoderna; los aspectos posmodernos del edificio incluyen su techo de estilo neogótico, cornisas de granito, reveses prominentes en los niveles de los pisos 38 y 40, y arcos de granito de 12 m en las dos entradas. 

## Galería

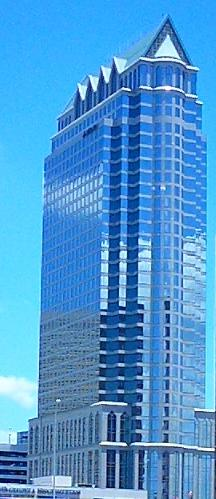
Vista general de la torre
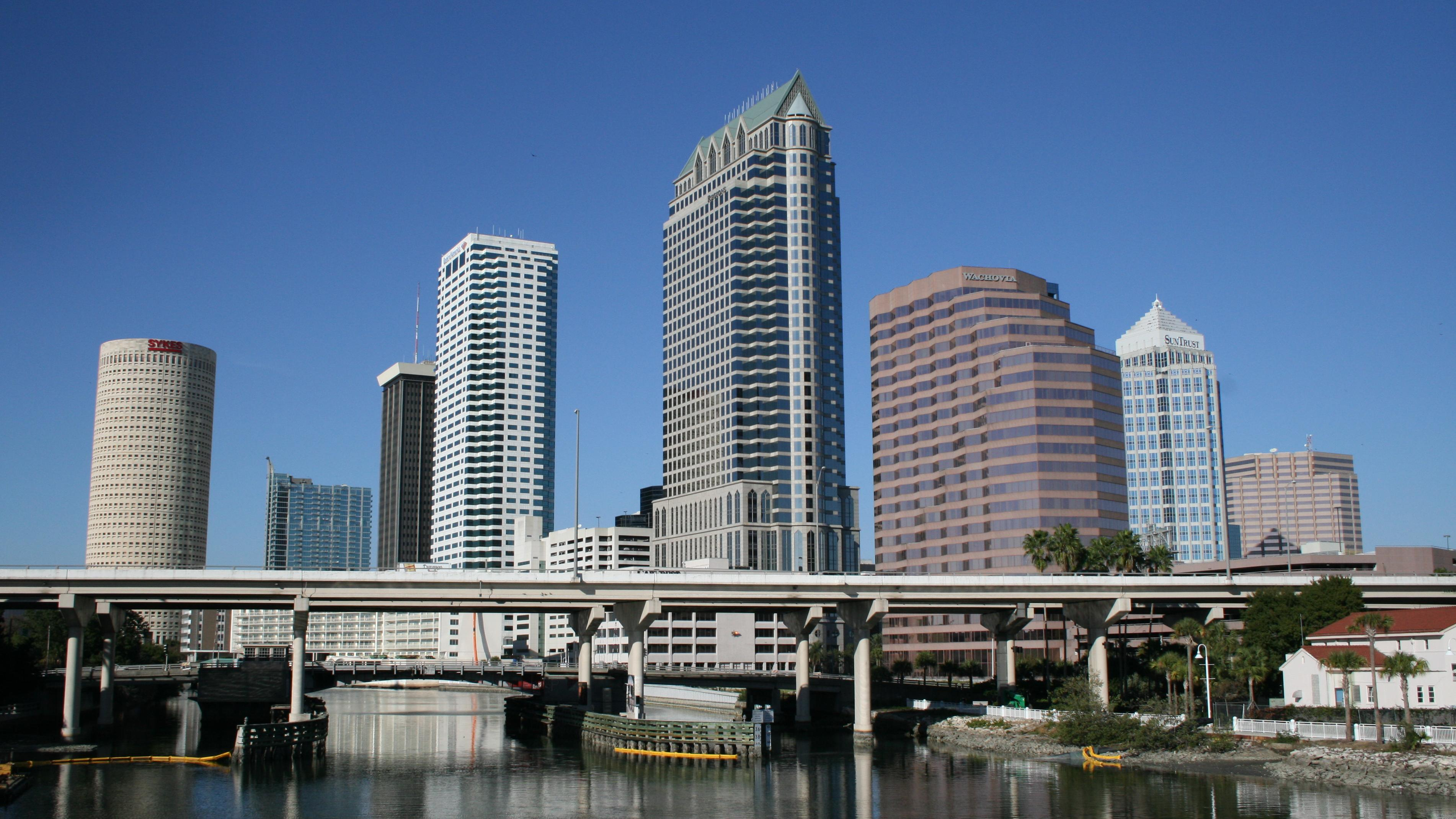
100 North Tampa tiene una posición central en el horizonte de Tampa
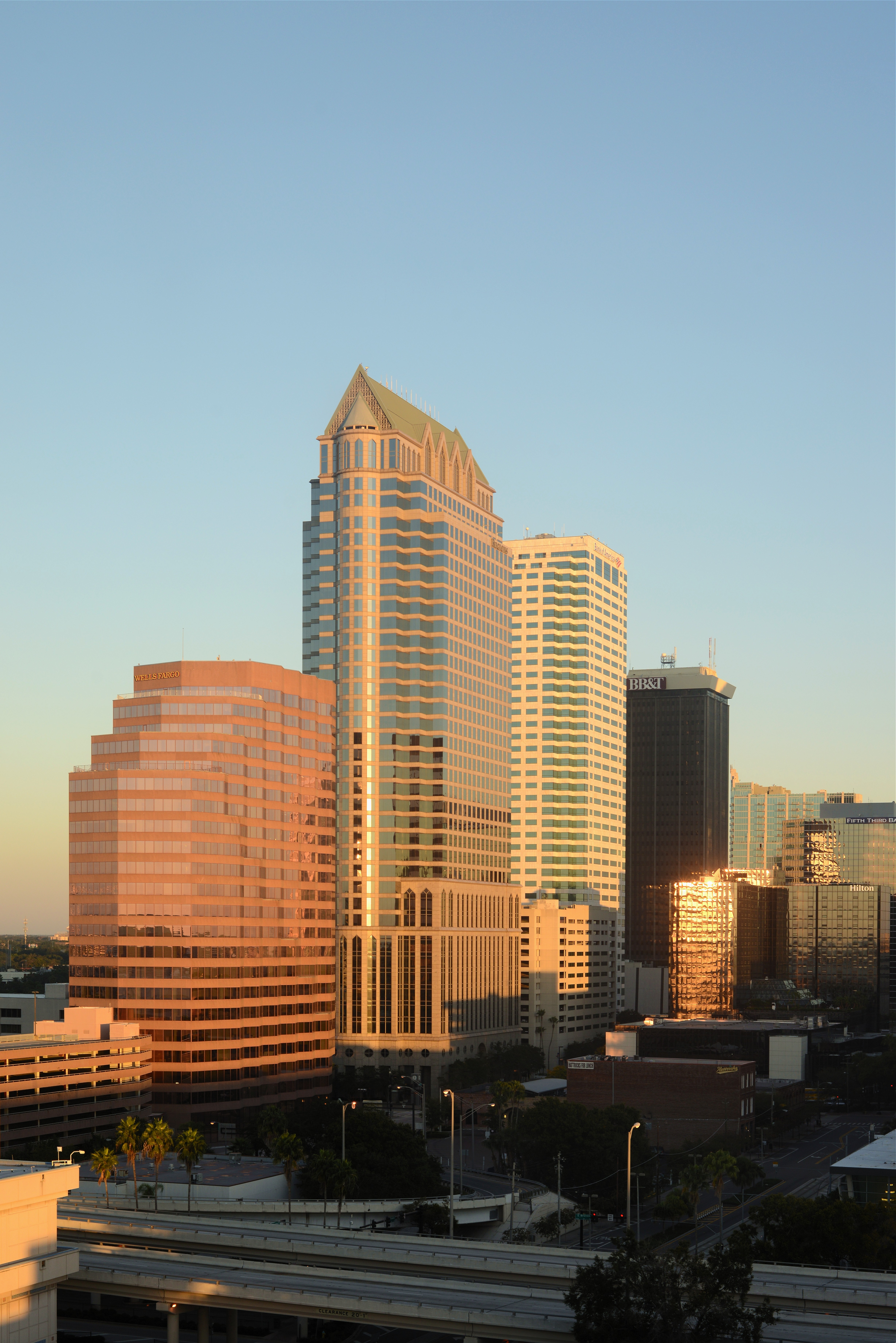
El 100 North Tampa al atardecer